# Alex Britti
Alessandro Britti, detto Alex (Roma, 23 agosto 1968), è un cantautore e chitarrista italiano.

## Biografia

### Gli inizi (1985-1997)
Figlio unico di Umberto e Annita, nasce a Roma nel 1968, nel quartiere Monteverde. Inizia a suonare la chitarra a otto anni e a diciassette anni fonda il suo primo gruppo di genere blues, con cui si esibisce nei locali romani. Successivamente partecipa a festival blues italiani e si esibisce con Louisiana Red, per poi diventare il supporter dei bluesman americani di passaggio in Italia: da Paul Jones a Buddy Miles, fino a Billy Preston e alla tournée europea con Rosa King (1990).
Nel 1992 ha la prima esperienza discografica come cantautore: per la Fonit Cetra incide infatti l'album Alex Britti. Il disco passa inosservato e Britti prosegue la sua carriera strumentale, scrivendo anche con Amii Stewart il brano A better day, contenuto nell'album Magic della cantante statunitense. Si unisce alla sua band e quindi si trasferisce nei Paesi Bassi, pur tornando periodicamente a Roma, facendo base ad Amsterdam per suonare nei locali della capitale olandese e partecipando a tour in tutta l'Europa continentale. Nel 1994 e nel 1995 prende parte con il suo trio al Concerto del Primo Maggio a Roma. In quello stesso anno è ospite della trasmissione Generazione X (Italia 1) e partecipa allo spettacolo teatrale Radio estetica di Franco Bertini. Intanto compone, con Sergio Cammariere, la colonna sonora dei film Uomini senza donne (1996) e quella di Stressati (1997), in cui fa parte anche del cast.
Nel 1996 inaugura il nuovo contratto discografico con la Universal pubblicando, l'anno successivo, il singolo Quello che voglio, senza abbandonare l'attività strettamente strumentale: il 4 maggio 1998 apre infatti il concerto milanese della leggenda del blues B. B. King. In quell'anno ritorna stabilmente a vivere in Italia.

### I primi grandi successi conIt.PopeLa vasca(1998-2002)
Nel 1998 raggiunge la notorietà con il singolo Solo una volta (o tutta la vita), che si colloca al primo posto delle classifiche italiane. Il brano precede l'album It.Pop, pubblicato nell'ottobre dello stesso anno, che vende oltre trecentomila copie conquistando il triplo disco di platino, e viene definito dalla rivista musicale Musica e dischi come "miglior debutto discografico dell’anno". Sempre nel 1998 viene proclamato "miglior artista esordiente" al Premio italiano della musica.
L'anno seguente approda al Festival di Sanremo vincendo nella categoria Nuove Proposte con la canzone Oggi sono io, incisa due anni dopo anche da Mina. Dopo il Festival esce una riedizione di It.Pop, con l'aggiunta del brano sanremese il brano Mi piaci. Il 25 maggio duetta con Pino Daniele allo Stadio Olimpico di Roma durante l'intervallo della partita di calcio benefica tra Europa e Resto del Mondo, trasmessa in diretta televisiva da Rai 2, cantando e suonando il successo dell'artista napoletano Io per lei. Il 1º giugno partecipa all'evento benefico Pavarotti & Friends accompagnando con la sua chitarra Luciano Pavarotti e Joe Cocker in You are so beautiful.
Nel 2000 pubblica il suo secondo album, La vasca: i suoi due singoli, Una su 1.000.000 e La vasca, lo portano di nuovo ai primi posti delle classifiche. Per la prima volta in Italia, un artista scalza se stesso al primo posto dell'air play radiofonico: Una su 1.000.000 cede infatti il 1º posto al brano che dà il titolo al lavoro che regala ad Alex Britti un altro triplo disco di platino.
Nel 2001 partecipa per la seconda volta al Festival di Sanremo nella categoria Big con Sono contento, classificandosi al settimo posto. Sul palco dell'Ariston suona con Ray Charles in un'interpretazione di Nel blu dipinto di blu di Domenico Modugno. Com'era successo per l'album precedente, dopo l'esperienza sanremese l'album La vasca viene ripubblicato con due bonus track: il pezzo presentato al Festival e Io con la ragazza mia tu con la ragazza tua, singolo che esce nell'estate 2001 e il Palavasca tour. Il 6 dicembre duetta con Tommy Emmanuel sul palco del Ritual di Roma in occasione del secondo dei due concerti tenuti dal chitarrista australiano.
Il 5 gennaio 2002 è tra gli ospiti del programma Un ponte fra le stelle su Rai Uno, condotto da Mara Venier trasmesso dal Teatro Rendano di Cosenza con il Patrocinio dell'Alto commissariato delle Nazioni Unite per i rifugiati.

### 3,Festae.23(2003-2009)
Nel 2003 torna al Festival di Sanremo con il brano 7000 caffè, classificandosi secondo, alle spalle di Alexia. Il brano fa da apripista al suo terzo album, 3, che contiene anche i singoli La vita sognata e Lo zingaro felice e viene seguito dalla prima tournée acustica Kitarra, voce e piede.
Anticipato dal singolo estivo Prendere o lasciare, nel settembre 2005 esce il quarto album, Festa, in cui emerge la matrice blues e jazz della formazione musicale di Alex. Dall'album, contenente anche tre canzoni composte con Maurizio Costanzo, vengono estratti altri due singoli: Festa e Quanto ti amo.
Nel 2006 partecipa al Festival di Sanremo con ...Solo con te, classificandosi terzo nella categoria uomini. Anche questa volta il brano sanremese viene inserito in una ripubblicazione dell'album uscito l'anno precedente.
Nello stesso anno nasce anche il duetto con Edoardo Bennato Notte di mezza estate, collaborazione che porta i due artisti a girare tutta Italia con un tour congiunto.

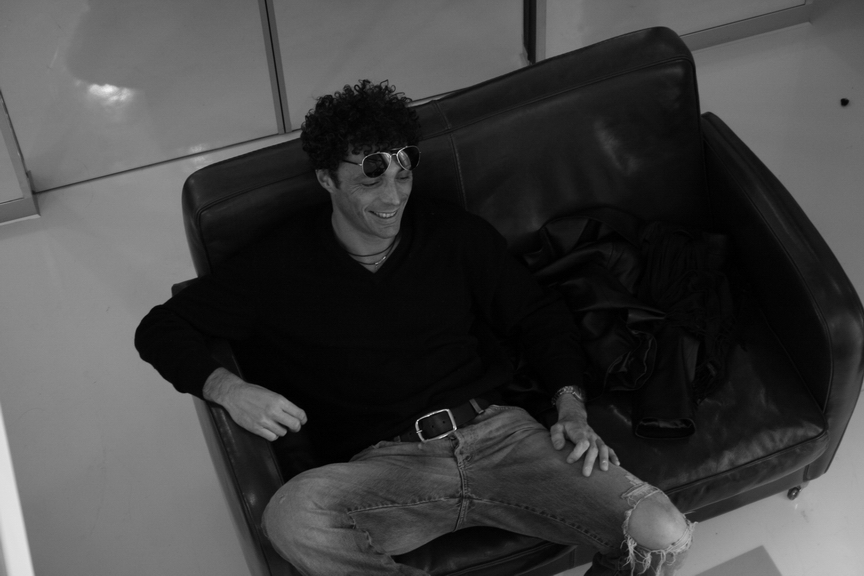
Britti durante una pausa dalle registrazioni del video di Quanto ti amo

Allo stesso tempo prosegue anche il sodalizio artistico con Maurizio Costanzo che porta, dall'inizio del 2006 alla primavera del 2007, alla messa in scena del musical Lungomare, interpretato dai ragazzi del talent show Amici di Maria De Filippi e dal cantautore Aldo Donati. La colonna sonora del musical, composta da Alex, viene pubblicata anche su CD.
Il 29 settembre 2007 registra negli studi di MTV Italia il secondo MTV Unplugged italiano. Il concerto, che rivisita i successi dell'artista in chiave completamente acustica, esce il 1º febbraio 2008 in un cofanetto speciale CD+DVD dopo essere stato trasmesso su MTV il 28 gennaio 2008. Nel concerto è presente anche un brano già apparso dell'album La vasca, Milano, primo singolo estratto dall'album nel gennaio 2008. L'MTV Unplugged contiene l'inedito Favole, estratto come secondo singolo.
Nel febbraio 2008 recita nel film Piacere Michele Imperatore, commedia con Biagio Izzo diretta da Bruno Memoli, interpretando la parte di sè stesso. Aveva già collaborato con il comico napoletano componendo le musiche dello spettacolo teatrale C'è un uomo nudo in casa del 2006, e realizzerà, con Edoardo Bennato e Paolo Belli, anche quelle per lo spettacolo Tutti con me del 2012.
Esegue con i Neri per Caso il brano 7000 caffè pubblicato nel loro undicesimo album Angoli diversi.
Nel 2009 Britti suona la chitarra nella canzone Piazza del Popolo (tema) per il disco Q.P.G.A. di Claudio Baglioni, celebrazione del successo discografico di 37 anni prima Questo piccolo grande amore.
Il 25 settembre 2009 esce il singolo Piove, che anticipa il quinto album di inediti: .23, uscito il 6 novembre a vui partecipano il bassista Darryl Jones, il batterista Paco Sery, il sassofonista Bob Franceschini e l'arpista Cecilia Chailly. All'album partecipa inoltre il violinista e arrangiatore Davide Rossi.
Il 6 novembre dello stesso anno viene resa pubblica una nuova versione del sito ufficiale di Alex Britti, nel quale sono presenti due tracce strumentali inedite composte appositamente da Britti. Il 2 dicembre duetta con un ancora esordiente Marco Mengoni durante la tredicesima puntata della terza edizione italiana di X Factor, talent show di cui Mengoni era concorrente, sulle note di Oggi sono io. Il duetto verrà riproposto sul palco del Palatlantico di Roma il 26 maggio successivo durante un concerto di Mengoni. Il 17 dicembre 2009 viene pubblicato Buona fortuna, secondo singolo estratto da .23.
Nel 2010 collabora come chitarrista nel brano Pummarola Blues di Tullio De Piscopo e 2 sillabe di Luisa Corna.

### La pausa eBene così(2010-2014)
Dopo questa pausa, il 7 gennaio 2011 pubblica Immaturi, brano contenuto all'interno della colonna sonora dell'omonimo film di Paolo Genovese. La canzone apre il primo Best Of dell'artista, pubblicato il 1º febbraio e seguito da Best Of - Video Collection, un DVD che raccoglie i video ufficiali di Alex Britti.
Nello stesso anno la casa editrice Rizzoli dà alle stampe Nelle mie corde, un libro + DVD nel quale Alex, con l'ausilio del chitarrista e didatta Marco Manusso, racconta le sue passioni e influenze musicali e svela alcuni "trucchi" ai chitarristi.
Nell'agosto 2012 parte il progetto denominato Mo' better blues, in compagnia di Stefano Di Battista, suo amico di vecchia data, al sax alto, Julian O. Mazariello al pianoforte, Roberto Pistolesi alla batteria, Daniele Sorrentino al contrabbasso e basso elettrico, Marco Guidolotti al sax baritono e clarinetto. Il gruppo, sotto il nome di Alex Britti e Stefano Di Battista Sextet, gira l'estate in tour proponendo brani del repertorio dei due artisti e standard jazz e blues.
Il 26 gennaio 2013 all'Orion di Roma va in scena Jimi Hendrix Experience, evento unico con cui Alex Britti, Mel Gaynor e Ged Grimes, batterista e bassista dei Simple Minds, celebrano il leggendario chitarrista Jimi Hendrix.
Il 10 maggio 2013 viene pubblicato il singolo Baciami (e portami a ballare), che anticipa l'album Bene così, uscito l'11 giugno dello stesso anno e che si aggiudica il Premio Lunezia Rock d'Autore. L'album è il primo pubblicato tramite l'etichetta indipendente di Britti It.Pop e distribuito da Artist First, e come secondo singolo viene estratta la canzone che dà il titolo al lavoro. L'album vede alcune collaborazioni, tra cui quelle dello stesso Mel Gaynor alla batteria, di Federico Zampaglione, coautore di Senza chiederci di più, terzo singolo estratto, e del cantautore pugliese Pierdavide Carone, ai cori nei brani Baciami (e portami a ballare) e Romantici distratti. 
Il 2 giugno Britti riceve il Riccio d'Argento del celebre orafo Gerardo Sacco, premio della ventisettesima edizione di Fatti di Musica, la rassegna del Miglior Live d'Autore Italiano per i suoi "quindici anni di grandi successi". A ottobre tiene il suo primo concerto da solista a Londra, registrando il tutto esaurito. In occasione della sua partecipazione al Concerto di Natale 2013, andato in onda il 24 dicembre su Rai 2, Britti duetta con la leggenda del rock Patti Smith sulle note del brano Because the Night della cantautrice statunitense.
Nel 2014 si candida al Festival di Sanremo insieme a Bianca Atzei con Non è vero mai. Nonostante il brano non venga selezionato, la canzone è comunque pubblicata come singolo il 14 marzo dello stesso anno. Interpreta poi Giro tutto il mondo, di Moreno duettando con quest'ultimo. Nei primi mesi del 2014 il tour acustico Chitarra, voce e piede registra il sold out nei teatri di tutta Italia, mentre durante l’estate effettua un tour in trio molto potente e d'impatto, imbracciando la chitarra elettrica dopo essersi presentato al pubblico per anni quasi sempre con la chitarra acustica, e anticipando così la svolta verso sonorità caratterizzate proprio dalla chitarra elettrica che segneranno il periodo successivo.
Il 7 ottobre è ospite del leggendario chitarrista Toquinho durante un concerto dell'artista brasiliano al Teatro Manzoni di Milano.
In occasione del Natale di quello stesso anno, Britti regala ai propri fan, attraverso il proprio sito web, Santo Natal (2014), un'interpretazione strumentale del classico natalizio Astro del Ciel.

### In nome dell'amore(2015-presente)
Il 2015 si apre con la partecipazione al Festival di Sanremo con il brano Un attimo importante, che si classifica all'11º posto. In occasione della presenza di Alex al Festival, la Universal pubblica la raccolta The Platinum Collection, nella quale non è però contenuto il brano sanremese.
Allo stesso tempo continua la collaborazione con Bianca Atzei, per la quale produce e arrangia la cover della celebre canzone di Luigi Tenco Ciao amore, ciao, che la Atzei ha presentato nella terza serata – dedicata alle cover – del Festival di Sanremo di quello stesso anno. La canzone viene registrata in duetto ed è contenuta, così come il brano Non è vero mai dell'anno precedente, nel primo album di Bianca Atzei, Bianco e nero. La cover del brano di Tenco dei due artisti viene pubblicata come secondo singolo estratto dall'album della Atzei il 13 aprile.
Britti produce anche l'album Musica per persone sensibili dei kuTso, il cui cantante, Matteo Gabbianelli, Alex è amico da molto tempo. Anche la band romana aveva partecipato alla 65ª edizione del Festival di Sanremo, classificandosi al secondo posto tra le Nuove Proposte con il brano Elisa. Nello stesso album partecipa anche come chitarrista nel brano Spray nasale, che verrà estratto come terzo singolo.
Otto mesi dopo la partecipazione al Festival di Sanremo 2015, il 30 ottobre Alex Britti pubblica il singolo Perché?, un brano che anticipa il nuovo album e che tratta il delicato tema della violenza sulle donne. I proventi della vendita del singolo vengono donati alla onlus WeWorld, che si occupa proprio di sostenere attività a difesa di donne e bambini che hanno subito violenze.
Il 20 novembre esce in tutti i negozi di dischi e digital store su etichetta It.Pop, distribuito da Artist First, l'album In nome dell'amore - Volume 1, contenente anche il brano presentato all'ultimo Festival di Sanremo.
L'8 gennaio 2016 viene lanciato in rotazione radiofonica Cinque petali di rosa, terzo singolo estratto dall'album In nome dell'amore - Volume 1, che vede la collaborazione di Kaballà e di Francesco Bianconi dei Baustelle nella composizione del brano. La pubblicazione del singolo accompagna la promozione dell'album attraverso un instore tour che parte il 10 gennaio, a cui seguiranno un tour nei teatri, che ancora una volta registrerà il tutto esaurito in ogni città, e il In nome dell'amore Tour durante l'estate.
Il 10 giugno viene pubblicato il singolo Sole per sempre di Pierdavide Carone, che segna il ritorno sulle scene musicali del giovane cantautore pugliese anticipandone il nuovo album, che vedrà la produzione proprio di Alex Britti.
Dal 16 marzo 2017 partecipa alla prima edizione di Celebrity MasterChef Italia, spin-off del celebre talent show culinario MasterChef, in cui i concorrenti sono personaggi noti del mondo delle arti e dello spettacolo venendo eliminato durante la penultima puntata.
Il 24 marzo viene pubblicato il singolo Speciale, che anticipa l’uscita, avvenuta nel mese di maggio, del nuovo album In Nome dell’Amore - Volume 2 al quale seguirà un tour estivo.
Il 5 maggio 2017 viene pubblicato In nome dell'Amore - Volume 2. Il 9 giugno 2017 esce il singolo Stringimi forte amore, secondo estratto dal nuovo album.
Nel 2018 partecipa al talent show Amici di Maria De Filippi in qualità di professore, ruolo che ricopre unicamente per la diciottesima edizione. L'estate successiva collabora al singolo del suo ex allievo Mameli, Anche quando piove, pubblicato il 30 agosto 2019.
Il 2019 è l’anno dedicato prevalentemente all’attività live che prevede un lungo tour in partenza il 1º maggio e che si protrarrà fino alla fine di ottobre. Il 12 luglio 2019 ripartirà in contemporanea il progetto “In missione per conto di Dio” che debutterà a Perugia come concerto inaugurale dell' “Umbria Jazz Festival”. 
Il 24 gennaio 2020 viene pubblicato il singolo Brittish prodotto da Salmo.
Il 24 aprile 2020 viene pubblicato il singolo Una parola differente.
Dal 18 luglio 2020 al 5 settembre si è svolto il Tour estivo 2020.
Nel 2020 e 2021, nonostante il covid, continua l’attività live con una serie di concerti. Il tour dell'estate 2021 vede la presenza sul palco con lui del trombettista jazz Flavio Boltro.
Il 28 settembre 2021 Sperling & Kupfer pubblica l’autobiografia di Alex Britti, intitolata Strade. Sempre nel 2021 figura nel singolo di Salmo A DIO contenuto nell'album di quest'ultimo, in cui ha suonato la chitarra.
Il 1º luglio 2022 pubblica con la propria etichetta It.Pop il suo primo album interamente strumentale Mojo distribuito da Believe Italia a cui partecipano i batteristi Joel Taylor e Mike Terrana.
A Febbraio 2023 ha partecipato alla 73ª edizione del Festival di Sanremo al fianco di LDA durante la serata delle cover riportando sul palco Oggi sono io, brano con cui aveva vinto nella categoria Nuove Proposte del 1999.
Il 21 aprile 2023 usciranno i 2 nuovi singoli Tutti come te e Nuda per Believe Italia.
Il 3 novembre 2023 è uscito Supereroi, brano dedicato a tutte le persone che provano a sopravvivere quotidianamente con un lavoro precario e sotto retribuito.
Nel 2024 pubblica il singolo Uomini. Nello stesso anno intraprende l'Alex Britti Live 2024 che toccherà numerose tappe in giro per l’Italia nelle principali arene, piazze e festival estivi. A inizio 2025 è chiamato a fare il coach a Ora o mai più, show musicale di Rai 1.

## Stile musicale
Di provenienza blues e jazz, tra le sue ispirazioni troviamo Stevie Ray Vaughan. Predilige il chicken picking (pizzico ibrido) come tecnica chitarristica principale e accorda la chitarra mezzo tono sotto.

## Vita privata
È tifoso della Roma, di cui ha cantato l'inno per il Natale di Roma del 2020 insieme a Edin Džeko, Nicolò Zaniolo e Paulo Fonseca.

## Discografia

### Album in studio
- 1992 – Alex Britti
- 1998 – It.Pop
- 2000 – La vasca
- 2003 – Tre
- 2005 – Festa
- 2009 – .23
- 2013 – Bene così
- 2015 – In nome dell'amore - Volume 1
- 2017 – In nome dell'amore - Volume 2
- 2022 – Mojo

### Album dal vivo
- 2008 – Alex Britti MTV Unplugged

### Raccolte
- 2011 – Best Of

## Partecipazioni a manifestazioni canore
- Festival di Sanremo (Rai 1)
  - 1999 – 1º posto sezione "Giovani" con Oggi sono io
  - 2001 – 7º posto sezione "Campioni" con Sono contento
  - 2003 – 2º posto sezione "Campioni" con 7000 caffè
  - 2006 – Non finalista sezione "Uomini" con ...Solo con te
  - 2015 – 11º posto sezione "Campioni" con Un attimo importante

## Filmografia

### Attore
- Stressati, regia di Mauro Cappelloni (1997)
- Piacere Michele Imperatore, regia di Bruno Memoli (2008)
- Innamorati di me, regia di Nicola Prosatore (2017)

### Colonne sonore
- Stressati, regia di Mauro Cappelloni (1997)
- Ver van familie, regia di Marion Bloem (2008)

## Cover
- Nel 2000 il cantante spagnolo Sergio Dalma realizzò una cover del brano Solo una volta (o tutta la vita) di Alex Britti cantata in spagnolo e intitolata Solo una vez. Il brano fu interpretato in duetto con lo stesso Alex Britti e venne incluso nell'album Nueva vida di Sergio Dalma. Lo stesso brano venne cantato nel 2011 dal duetto messicano Ha*Ash, composto dalle sorelle Hanna e Ashley Pérez, ed incluso nel loro album A tiempo.
- Nel 2001 la cantante Mina realizzò una cover di Oggi sono io, pubblicata in un CD singolo.
- Anche Mietta nel 2005, nell'ambito della sua partecipazione a Music Farm, incise una versione di Oggi sono io.

## Merchandising
Nel 2010 l'entourage di Alex Britti mette in commercio una linea di prodotti personalizzati con il nome del cantante.